# 近頃なぜかチャールストン
『近頃なぜかチャールストン』（ちかごろなぜかチャールストン）は、1981年に公開された日本映画。喜八プロ・ATG制作、ATG配給で、監督は岡本喜八。白黒映画。
軽妙なタッチの中に、戦争への批判、戦前派・戦中派の心境、日本の平和呆けへの戒めを込めた喜劇作品。

## あらすじ
不良少年の小此木次郎は、婦女暴行未遂を働いて留置場に放り込まれた。留置場には、日本人であることを捨てた、自称「ヤマタイ国」の閣僚を名乗る6人の老人たちがいて、彼らは日本の国会議事堂に表敬訪問に訪れた際、無銭飲食で捕まったのだった。翌朝、次郎と老人たちは釈放されるが、「ヤマタイ国」が気になる次郎は彼らの住処を訪れ、「不法入国」で捕まってしまう。スパイ容疑による死刑を何とか免れた次郎は、「ヤマタイ国」の労働大臣（雑用係）に任命され、老人たちとの奇妙な共同生活を始める･･･。

## スタッフ
- 製作・監督・脚本：岡本喜八
- 製作：佐々木史朗
- 脚本・監督助手：利重剛
- 音楽：佐藤勝
- 撮影：加藤雄大
- 助監督：武内孝吉

## キャスト
- 小此木次郎：利重剛
- タミ子：古舘ゆき
- 大作刑事：財津一郎
- 中町刑事：本田博太郎
- 内閣総理大臣：小沢栄太郎
- 陸軍大臣：田中邦衛
- 文部大臣：殿山泰司
- 外務大臣：今福将雄
- 大蔵大臣：千石規子
- 逓信大臣：堺左千夫
- 内閣書記官長：岸田森
- 寺尾市議会議員：平田昭彦
- 小此木宗親：藤木悠
- 殺し屋・飯室：寺田農
- 警察署長：滝田裕介

## 製作
1981年の始めに製作費1,000万映画で有名なATGが、「今、1000万円で何が可能か?」を探るべく、「もう一度1,000万映画」というコンセプトで、1981年の1,000万映画として、『ガキ帝国』『九月の冗談クラブバンド』『生きてゐる小平次』『KID NAPING BLUES（誘拐の唄）』（全て発表時のタイトル）とともに5本のうちの1本として製作を発表した。1979年にATG二代目社長になった佐々木史朗のアイデアで、佐々木は「あくまで方法の実験。かつてのATGのテツを踏むつもりはない。恒常化して同じ監督に又やってもらうつもりもない。アイデアがある程度出切ったらピリオドを打つ」などと述べた。当時映画を1,000万円で作るということは、常識を打ち破るような"発想の転換"や"アイデア"が必要条件となり、スタッフ等にしわ寄せが来ると予想された。本作の内容は「それからの『肉弾』ともいうべき中高年のバラード」と説明があった。また5本はいずれも東京ではシネマ・プラセットで公開すると発表された。

### 撮影
制作資金の不足からセットが組めなかったため、岡本監督の自宅がそのまま撮影に使用されている。人員を大幅に圧縮し、白黒16ミリで撮影し、劇場公開用の35ミリにブロー・アップした。また時速8カットの速撮を試みるなど四苦八苦の撮影だったという。

## 作品の評価
『シティロード』は「近頃流行のフワフワ映画の逆手をとったというか、登場人物の大半はオジン。雰囲気を出すための小物なんてチャラチャラしたものはなく、モノクロ画面が一層スッキリとした印象で中々快い。多少、感覚的に古いか…」などと評している。